# 猿人
猿人（えんじん、Australopithecine）とは、約700万年前にアフリカ大陸に出現し、約130万年前まで生息していただろうと考えられる初期の人類である。
以下の6属がこれに含まれる。ただしこれは日本独自の用語であり、厳密な定義はない。
- サヘラントロプス属（サヘル地域の人）
- オロリン属（最初の人）
- アルディピテクス属（地上のサル）
- アウストラロピテクス属（南の猿人）
- パラントロプス属（副人）
- ケニアントロプス属（ケニア人）

脳容積は類人猿と同程度（500mlほど）で現在の人間の脳容積（1,350mlほど）と比べ、非常に少ない。化石人骨の検討より、尾がなく直立二足歩行で体重を支えていたとみられる。こうした姿勢の変化には生息環境の変化が関わっていた自由になった手で道具を使うようになり、原始的な石器を使用していたものと考えられている。
アウストラロピテクス属からホモ属が分化したとする説が有力だが、統一的な見解はまだ無い。アウストラロピテクス属、アルディピテクス属など、ミトコンドリアDNAの分析ではヒトに近い塩基配列を示す。